# Epicauta alpina
Epicauta alpina är en skalbaggsart som beskrevs av Werner 1944. Epicauta alpina ingår i släktet Epicauta och familjen oljebaggar. Inga underarter finns listade i Catalogue of Life.